# Cause toujours, ma poupée !
Cause toujours, ma poupée ! (Doll dans l'édition originale américaine) est un roman policier américain de Ed McBain, nom de plume de Salvatore Lombino, publié en 1965. C’est le vingtième titre de la série policière du 87e District.

## Résumé
Tinka Sachs, une très jolie blonde qui exerce le métier de mannequin professionnel et dont le corps est aussi parfait que celui d'une poupée, est retrouvée morte chez elle, brutalement assassinée. Dans la pièce contiguë, sa petite fille, tétanisée par la peur, serre une poupée dans ses bras. 
Au bureau central du 87e District, Steve Carella croit judicieux de mettre le bouillant policier Bert King sur l'affaire. Quand ce dernier disparaît, ses collègues s'unissent pour reprendre l'enquête et faire toute la lumière sur cette sordide histoire. 

## Éditions
Édition originale en anglais
- (en) Ed McBain, Doll, New York, Simon and Schuster, 1965

Éditions françaises
- (fr) Ed McBain (auteur) et Rosine Fitzgerald (traducteur), Cause toujours, ma poupée ! [« Doll »], Paris, Gallimard, coll. « Série noire no 1062 », 1966, 191 p. (BNF 33046860)
- (fr) Ed McBain (auteur) et Rosine Fitzgerald (traducteur) (trad. de l'anglais), Cause toujours, ma poupée ! [« Doll »], Paris, Gallimard, coll. « Carré noir no 312 », 1979, 182 p. (ISBN 2-07-043312-9, BNF 34627136)
- (fr) Ed McBain (auteur) et Rosine Fitzgerald (traducteur) (trad. de l'anglais), Cause toujours, ma poupée ! [« Doll »], Paris, Gallimard, coll. « Série noire no 1062 », 1996, 197 p. (ISBN 2-07-049458-6, BNF 35824552)
  - Traduction revue et complétée.
- (fr) Ed McBain (auteur) et Rosine Fitzgerald (traducteur) (trad. de l'anglais), Cause toujours, ma poupée ! [« Doll »], Dans 87e District, volume 3, Paris, Éditions Omnibus, 1999, 1014 p. (ISBN 2-258-05246-7, BNF 37179951)
  - Ce volume omnibus contient les romans On suicide, Les Heures creuses, Dix plus un, La Hache, Entre deux chaises, Cause toujours, ma poupée ! et 80 millions de voyeurs.

## Sources
- Jean Tulard, Dictionnaire du roman policier : 1841-2005. Auteurs, personnages, œuvres, thèmes, collections, éditeurs, Paris, Fayard, 2005, 768 p. (ISBN 978-2-915793-51-2, OCLC 62533410), p. 599 (Notice 87e District).